# Eleganter Täubling
Der Elegante Täubling oder Goldblätterige Täubling (Russula elegans, Syn.: Russula maculata var. elegans) ist eine Pilzart aus der Familie der Täublingsverwandten. Der mild schmeckende, zerbrechliche Täubling gilbt ziemlich stark und wird an der Stielbasis oft rostfleckig. Der Hut ist karmin-, kirsch- oder kupferrot, bisweilen auch rosa gefärbt und sein Sporenpulver ist hellgelb. Der Täubling wächst unter verschiedenen Laubbäumen, meist aber unter Pappeln.

## Merkmale

### Makroskopische Merkmale
Der Hut ist 3,5–7 cm breit, zuerst gewölbt und dann ausgebreitet. Meist ist die Hutmitte schon bei jungen Fruchtkörpern trichterförmig vertieft. Der dünne und scharfrandige Rand des meist gleichmäßig runden Hutes ist manchmal etwas unregelmäßig wellig verbogen. Am Hutrand ist er meist schon früh gerieft (bis zu zwei Drittel der Radiuslänge). Die Hutfarbe ist vom Rand her mattrot und zur Mitte hin über braunrot, rotbraun und dunkelbraun bis nahezu schwarz gefärbt. Seltener ist der ganze Hut einheitlich rosa- bis grau-magentafarben. Er wird auch als karmin bis kirschrot beschrieben und soll zur Hutmitte hin häufig gilben oder partiell gelbfleckig werden. Die Huthaut ist im trockenen Zustand matt und bei Feuchtigkeit schmierig. Sie lässt sich bis zu drei Viertel des Radius abziehen.
Die Lamellen sind ocker bis gelb und ziemlich dick. Sie sind meist gleich lang und laufen ohne untermischte Zwischenlamellen vom Rand bis zum Stiel. Auch sind sie nur selten gegabelt, doch können sie zum Rand hin an der Basis queraderig verbunden sein. Am Stiel laufen die Lamellen oft etwas herab und am Hutrand stehen sie weit auseinander. Bei reifen Fruchtkörpern findet man in der Randzone teilweise nur 4 Lamellen pro Zentimeter. Das Sporenpulver ist hellgelb (IVa nach Romagnesi) gefärbt.
Der zylindrische Stiel ist mit 4–7 × 0,8–1,7 cm im Verhältnis zum Hutdurchmesser relativ lang. An der Spitze ist er oft etwas erweitert und an der Basis meist verjüngt. Der Stiel ist weiß und die Stielbasis oft stark und großflächig rostfleckig. Im Alter oder nach dem Pflücken gilbt er sehr stark.
Das mehr oder weniger mild schmeckende Fleisch ist stark brüchig und der Geruch ist schwach fruchtig. Das Fleisch reagiert mit Eisensulfat schwach rosa und mit Guajak rasch und intensiv blaugrün, Phenol verfärbt das Fleisch normal braun.

### Mikroskopische Merkmale
Die Sporen sind 7–8,5 (9,4) µm lang und (6,2) 6,8–8,4 µm breit. Der Q-Wert (Quotient aus Sporenlänge und -breite) ist 1,15. Das durchschnittliche Volumen beträgt 234 µm3. Das Sporenornament besteht aus kegeligen Warzen, die bis zu 0,5 (0,7) µm hoch werden und unregelmäßig angeordnet sind. Daneben kommen auch verzweigte, gratige Rippen vor, die ein mehr oder weniger vollständiges Netz bilden. Bei genauer Betrachtung erscheint das Ornament noch differenzierter. Neben längeren Rippen sind auch kurze Grate vorhanden, aber auch isolierte Elemente, die teilweise eng beisammenstehen. Von diesen können mitunter feine Ausläufer ausgehen. Der Hilarfleck ist gut sichtbar. Die relativ kleinen Pleurozystiden sind 45–60 µm lang und 5–7 µm breit und eher selten.
Die haarartigen, zylindrischen Hyphenzellen des Hutes sind 2–6 µm breit und oft bauchig erweitert. Auch knorrige Auswüchse kommen vor. Oft sind die Hyphen wellig verbogen und stark verzweigt, unterschiedlich lang, aber meist kurz septiert und an der Spitze abgerundet. Das obere Ende kann aber auch verjüngt sein und spitz auslaufen. Die zylindrischen und eher kurz septierten Pileozystiden sind 3–8 µm breit und nicht sehr zahlreich. Sie lassen sich mit Sulfoaldehyd-Reagenzien wie Sulfovanillin anfärben. An den Septen sind sie oft eingeschnürt. Die Hyphen-Endzellen sind langkeulig, schmal spindelig und seltener auch bauchig erweitert.

## Artabgrenzung
Bei diesem Vertreter der Puellarinae sind die Rostflecken an der Stielbasis das auffälligste Kennzeichen. Ebenso kennzeichnend ist der im Verhältnis zum Hutdurchmesser oft doppelt so lange Stiel. Die Art kann leicht mit dem Rotstieligen Zwerg-Täubling (R. font-queri) verwechselt werden. Dieser gilbt aber viel weniger und hat einen mehr orange gefärbten Hut. Da beiden Arten ganz unterschiedliche Sporen haben, können sie mikroskopisch leicht unterschieden werden.

## Ökologie
Der seltene Mykorrhizapilz geht wohl mit verschiedenen Laubbäumen eine Partnerschaft ein. In der Literatur werden meist verschiedene Pappelarten genannt. Der Pilz wurde aber auch unter Robinien, Eichen, Buchen und Birken gefunden. Die Fruchtkörper erscheinen zwischen Mitte September bis Mitte Oktober.

## Verbreitung

Europäische Länder mit Fundnachweisen des Eleganten Täublings.
Legende:
Länder mit Fundmeldungen
Länder ohne Nachweise
keine Daten
außereuropäische Länder

Der seltene Elegante Täubling ist wohl eine rein europäische Art. Nachweise gibt es aus Norditalien, Frankreich, den Niederlanden, Belgien, Österreich, Slowenien und Deutschland.
In Deutschland ist die Art sehr selten. Fundmeldungen gibt es aus Baden-Württemberg, Rheinland-Pfalz und dem Saarland.

## Systematik
Der Elegante Täubling (R. elegans) wurde 1882 von G. Bresadola beschrieben. Zwei Jahre später stufte er ihn als R. maculata var. elegans zur Varietät herab. Das Taxon R. elegans wird hier im Sinne von Romagnesi verstanden und entspricht nicht der R. elegans im Sinne von Cooke, die heute mit R. maculata synonymisiert wird.

### Infragenerische Systematik
Der Elegante Täubling wird von M. Bon in die Untersektion Puellarinae innerhalb der Sektion Tenellae gestellt. Die Fruchtkörper der Täublinge aus dieser Untersektion gilben besonders am Stiel. Der Geschmack ist mild oder leicht schärflich. Die Fruchtkörper sind sehr zerbrechlich und das Sporenpulver ist cremefarben bis gelb.

## Bedeutung
Als mild schmeckender Täubling ist der Elegante Täubling sicherlich essbar, da er aber sehr selten ist und  ein sehr brüchiges Fleisch hat, eignet er sich kaum für eine kulinarische Verwendung.